# Dictyna vultuosa
Dictyna vultuosa là một loài nhện trong họ Dictynidae.
Loài này thuộc chi Dictyna. Dictyna vultuosa được Eugen von Keyserling miêu tả năm 1881.